# Beyoncé (албум)
Beyoncé (често стилизиран само с главни букви) е едноименният пети студиен албум на американската певица Бийонсе. Излиза 13 декември 2013. От него излизат четири сингъла – Drunk in Love, XO, Partition и Pretty Hurts.
Разработен като „визуален албум“, песните в Beyoncé са придружени от късометражни филми, които илюстрират музикалните концепции, замислени по време на продукцията. Материалите включват феминистки теми за секса, моногамната любов и проблемите във връзките.
Първоначалният запис на албума започна в Ню Йорк, където Бийонсе кани продуценти и автори на песни да живеят с нея в продължение на един месец. По време на продължително турне през следващата година, концепцията на албума се променя, като изпълнителката решава да създаде визуален акомпанимент на песните си и възобновява звукозаписните сесии с продуцента на електронна музика и рок музикант Буутс. Тяхното сътрудничество води до по-експериментален в звуково отношение материал, който комбинира съвременен R&B с електронна и соул музика. През цялото време песните и видеоклиповете на албума са композирани в строга тайна, тъй като Бийонсе планира да разпространи албума неочаквано.
Beyoncé е пуснат дигитално в iTunes Store без предварително обявяване или промоция и дебютира на първо място в класацията за албуми Билборд 200 в САЩ, с което става петият пореден албум на Бийонсе номер едно в класацията. Албумът продава над 617 000 копия в Съединените щати и 828 773 копия по целия свят през първите три дни от продажбите, превръщайки се в най-бързо продавания албум в историята на iTunes Store до този момент. Песни от албума са популяризирани по време на The Mrs. Carter Show World Tour през 2014 г.
Beyoncé получава висока оценка от критиците при излизането си, които хвалят продукцията, изследването на сексуалността, вокалното изпълнение, както и изненадващата стратегия за издаване на албума, която впоследствие е възпроизведена от много изпълнители. Албумът е номиниран за пет награди „Грами“ на 57-ата церемония през 2015 г., като печели статуетки в категориите „Най-добра R&B песен“, „Най-добър съраунд звук“ и „Най-добро R&B изпълнение“. През 2020 г. Beyoncé е класиран на 81-во място в актуализирания писък на Ролинг Стоун с 500-те най-велики албума за всички времена.

## Списък на песните
Следните песни са част от албума:

### Оригинално издание (CD)
1. Pretty Hurts – 4:17
2. Haunted (скрит трак) – 6:09
3. Drunk in Love (с Джей Зи) – 5:23
4. Blow – 5:09
5. No Angel – 3:48
6. Partition (скрит трак) – 5:19
7. Jealous – 3:04
8. Rocket – 6:31
9. Mine (с Дрейк) – 6:18
10. XO – 3:35
11. Flawless (с Chimamanda Ngozi Adichie)	– 4:10
12. Superpower (с Франк Оушън) – 4:36
13. Heaven – 3:50
14. Blue (с Blue Ivy)	– 4:26

### Visual (DVD)
1. Pretty Hurts – 7:04
2. Ghost – 2:31
3. Haunted – 5:21
4. Drunk in Love (с Джей Зи) – 6:21
5. Blow – 5:25
6. No Angel – 3:53
7. Yoncé – 2:02
8. Partition – 3:49
9. Jealous – 3:26
10. Rocket – 4:30
11. Mine (с Дрейк) – 4:59
12. XO – 3:35
13. Flawless (с Chimamanda Ngozi Adichie)	– 4:12
14. Superpower (с Франк Оушън) – 5:24
15. Heaven – 3:55
16. Blue (с Blue Ivy) – 4:35
17. Credits – 2:34
18. Grown Woman (бонус видео) – 4:24

### Платинено издание (CD)
1. 7/11 – 3:33
2. Flawless (Remix) (с Ники Минаж) – 3:54
3. Drunk in Love (Remix) (с Джей Зи и Кание Уест) – 6:35
4. Ring Off – 3:00
5. Blow (Remix) (с Фарел Уилямс) – 5:09
6. Standing on the Sun (Remix) (с Mr. Vegas)	– 4:33

### Платинено издание (DVD)
1. Run the World (Girls) – 4:01
2. Flawless – 4:11
3. Get Me Bodied – 4:51
4. Blow – 3:59
5. Haunted – 4:47
6. Drunk in Love (с Джей Зи) – 4:07
7. 1+1 – 4:47
8. Partition – 4:23
9. Heaven – 4:39
10. XO – 3:54